# Relações entre Armênia e Irã

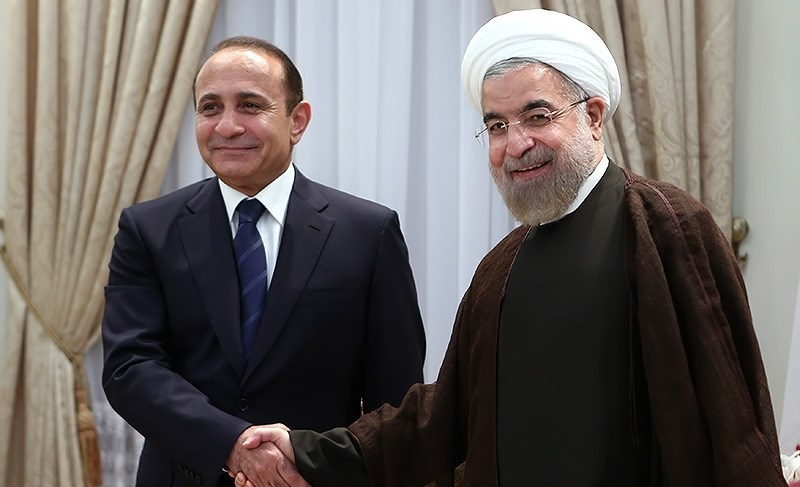
O presidente do Irã, Hassan Rohani, com o primeiro-ministro da Armênia, Hovik Abrahamyan.

As relações entre Armênia e Irã são as relações diplomáticas estabelecidas entre a República da Armênia e a República Islâmica do Irã. Ambos são vizinhos, com uma extensão de 35 km na fronteira entre os dois países.
Nos últimos 20 anos, a República Islâmica do Irã têm surgido como o principal e mais confiável aliado da República da Armênia, apesar das duas nações serem tão distintas em suas religiões; a Armênia possui uma população de maioria cristã, enquanto que o Irã é de maioria muçulmana. Para a Armênia, esta aliança estratégica é uma maneira de contornar o embargo econômico imposto pelo Azerbaijão e pela Turquia desde o início da guerra em grande escala de Nagorno-Karabakh, em 1992. Além disso, permite que Yerevan evite ser completamente dependente de Moscou. A aliança também abrirá o acesso às reservas de hidrocarbonetos iranianos e diversificará os suprimentos de gás natural para a Armênia. Na visão do Irã, o relacionamento especial com a Armênia oferece uma maneira de quebrar o isolamento internacional do regime. O posicionamento estratégico do Irã em favor da Armênia é também devido às tensões em curso com o Azerbaijão sobre um suposto irredentismo azeri e a luta pelos recursos do Mar Cáspio. Tomar uma posição no Cáucaso permite finalmente ao Irã opor-se ao envolvimento dos Estados Unidos na região e responder às ambições estratégicas de seus inimigos tradicionais: Turquia e Israel.
O Irã reconheceu a independência da Armênia em 25 de dezembro de 1991. Desde então, os dois países não tiveram disputas fronteiriças ou econômicas, nem rivalidades étnicas ou religiosas. Além disso, os seus sucessivos líderes saudaram o reforço destas relações em muitas ocasiões e comprometeram-se a realizar numerosos projetos emblemáticos nos setores de transportes e de energia.

## Armênios no Irã
Cerca de 100 mil armênios vivem atualmente no Irã, a maioria deles em Teerã. Além disso, a Igreja Apostólica Armênia do Irã possui entre 100 mil e 250 mil adeptos, o que a torna a mais importante minoria cristã do país. De acordo com os armênios que permaneceram no Irã após a Revolução Islâmica de 1979, sua relação com o governo é boa e eles têm acesso a vários direitos e proteções, incluindo uma representação garantida no parlamento e nos conselhos locais.